# Le Fidèle - Una vita al massimo
Le Fidèle - Una vita al massimo (Le Fidèle) è un film del 2017 diretto da Michaël R. Roskam, con protagonisti Matthias Schoenaerts e Adèle Exarchopoulos.
Il film è stato selezionato per rappresentare il Belgio ai premi Oscar 2018 nella categoria Oscar al miglior film in lingua straniera.

## Trama
Dal primo momento che si incontrano tra Gigi e Bibi nasce un amore travolgente e passionale. Gigi è un gangster di una banda di Bruxelles mentre Bibi è una pilota di auto da corsa appartenente ad una facoltosa famiglia. I due amanti dovranno lottare per il proprio amore e per far fronte a diverse avversità.

## Distribuzione
La pellicola è stata presentata in anteprima mondiale e fuori concorso il 7 settembre 2017 alla 74ª Mostra internazionale d'arte cinematografica di Venezia e distribuita nelle sale cinematografiche belghe il 4 ottobre 2017, in quelle francesi il 1º novembre dello stesso anno ed in quelle italiane dal 6 settembre 2018.

## Riconoscimenti
- Premio Magritte - 2018
  - Miglior attore non protagonista a Jean-Benoît Ugeux